# Ernia discale intraspongiosa
L'ernia discale intraspongiosa è una patologia della colonna vertebrale che colpisce il disco intervertebrale e il corpo vertebrale.

## Eziopatogenesi
A causa del processo di invecchiamento o di sforzi intensi, il nucleo polposo del disco vertebrale, se vince la resistenza del tessuto osseo della vertebra, può essere spinto verso il corpo del vertebrale.
In casi di osteoporosi o nei casi i turbe dell'ossificazione, il nucleo polposo del disco vertebrale può insinuarsi nel corpo vertebrale, causando un solco che costituisce l'impronta dell'ernia discale intraspongiosa.
Poiché la lamina ossea che riveste il tessuto trabecolato della vertebra è sottile, a causa di ripetuti sforzi la pressione esercitata del disco vertebrale può essere sufficiente a sfondare la parete della vertebra permettendo la penetrazione del nucleo polposo nel tessuto spugnoso vertebrale.
L'inacerbazione dell'ernia può condurre alla diminuzione dello spessore del disco vertebrale con la conseguente sofferenza dei tessuti nervosi che sono fonte di neuropatie